# SHS – Stahl-Holding-Saar
Die SHS – Stahl-Holding-Saar GmbH & Co. KGaA (vormals SHS-Struktur-Holding-Stahl GmbH & Co. KGaA) mit Sitz in Dillingen/Saar, eine 100%ige Tochter der Montan-Stiftung Saar, ist eine Managementholding für die Stahlindustrie im Saarland.
In der SHS sind wesentliche Beteiligungen an der saarländischen Stahlindustrie gebündelt. Direkt hält die SHS 74,90 % an Saarstahl und 26,17 % an der Dillinger Hütte. Hinzu kommen noch indirekte Beteiligungen, da Saarstahl mit 33,75 % an der Dillinger Hütte und diese wiederum mit 25,10 % an Saarstahl beteiligt ist. Insofern ist die SHS der größte Anteilseigner der saarländischen Stahlindustrie.
Auch wenn sowohl Saarstahl als auch die  Dillinger Hütte rechtlich eigenständige Unternehmen sind, so nimmt die SHS als Muttergesellschaft dennoch zentrale Funktionen für ihre Töchter wahr. Hinzu gehören Zentralfunktionen wie Personalwesen, Finanzwesen, allgemeine Verwaltung, Risikomanagement und Revision. Produktion und Vertrieb verbleiben jeweils bei Saarstahl und der Dillinger Hütte.
Im Konzernjahresabschluss der SHS per 31. Dezember 2015 war aufgrund der Beteiligungsquote von 74,90 % die Beteiligung an Saarstahl voll konsolidiert, während diejenige an der Dillinger Hütte aufgrund der geringeren Beteiligungsquote nur als Beteiligung geführt wurde.
Im Geschäftsjahr 2013 wurden Umsatzerlöse von 2.190,5 Mio. EUR (Vorjahr: 2.390,1 Mio. EUR) erwirtschaftet. Der Konzernverlust lag bei 39,5 Mio. EUR (Vorjahr: Gewinn von 22,0 Mio. EUR). Im Jahresdurchschnitt 2015 waren im Konzern 6.999 Personen (Vorjahr: 6.905 Personen) beschäftigt.
Muttergesellschaft der SHS ist die durch die saarländischen Stahlkonzerne Dillinger Hütte und Saarstahl gegründete, dem Bundesland Saarland nahestehende Montan-Stiftung Saar mit Sitz in Völklingen. Diese Stiftung wurde in Folge der Stahlkrise und der damit verbundenen Verwerfungen in der saarländischen Stahlindustrie als Mittel der Strukturpolitik gegründet. Aufgaben der Stiftung sind die Förderung der Wissenschaft in Forschung und Lehre einschließlich des wissenschaftlichen Nachwuchses, die Förderung von Maßnahmen der beruflichen Qualifizierung mit dem Ziel der Vermeidung von Arbeitslosigkeit, die Förderung von Projekten des Umweltschutzes sowie die Förderung und Stärkung der Stahlindustrie an der Saar. Zur Finanzierung ihrer Stiftungsaufgaben greift die Stiftung auf Gewinnausschüttungen ihrer Tochter SHS zurück.